# 明道加斯·格里什科尼斯
明道加斯·格里什科尼斯（1986年1月17日—）生于维尔纽斯，是一名立陶宛男子赛艇运动员。他的父母都从事赛艇运动，10岁时，他在父母的请求下帮忙在一场比赛中担任舵手，之后他开始喜欢上这项运动，13岁时开始正式接触赛艇。他也在约2009年时创立一家物流公司，并在该公司担任CEO。他的前妻Diana Lobačevskė是一名前马拉松选手，两人在2014年6月生下一女，2021年7月宣布离婚。